# Nana bianca pulsante
Una nana bianca pulsante è una stella nana bianca la cui luminosità varia a causa delle pulsazioni delle sue onde di gravità non-radiali. I tipi conosciuti di nane bianche pulsanti sono le cosiddette DAV, o stelle ZZ Ceti, con un'atmosfera dominata da idrogeno e di classe spettrale DA, DBV, o stelle V777 Her, con prevalenza di elio nell'atmosfera e di classe spettrale DB e le stelle GW Vir, con prevalenza di elio, carbonio ed ossigeno, di tipo PG 1159 (alcuni autori non le includono nella classe delle stelle GW Vir). Queste ultime possono essere suddivise in stelle DOV e stelle PNNV; in realtà queste non sarebbero delle vere e proprie nane bianche, ma delle "pre-nane bianche", che ancora non hanno raggiunto lo stadio di nana bianca e non si trovano quindi nella regione delle nane bianche nel diagramma HR., § 1.1; È stato anche proposto un sottotipo di stelle DQV, dominate dalla presenza del carbonio nell'atmosfera.
Tutte queste variabili mostrano delle piccole variazioni (1% - 30%) nell'emissione di luce, che permettono di ottenere un'evidenza astrosismologica degli strati interni delle nane bianche.

## Stelle DAV
| Tipi di nane bianche pulsanti, §1.1, 1.2; |                                                               |
| DAV (GCVS: ZZA)                           | Tipo spettrale DA, con solo linee dell'idrogeno nello spettro |
| DBV (GCVS: ZZB)                           | Tipo spettrale DB, con solo linee dell'elio nello spettro     |
| GW Vir (GCVS: ZZO)                        | Atmosfera con C e O divisibili in stelle DOV e PNNV           |
| DQV                                       | Tipo spettrale DQ; atmosfera calda e dominata dal Carbonio    |

I primi calcoli suggerirono che le nane bianche variassero con un periodo di circa 10 secondi, ma delle ricerche condotte negli anni sessanta non approdarono ad alcun risultato., § 7.1.1; La prima stella bianca variabile scoperta fu HL Tau 76; nel 1965 e nel 1966, Arlo U. Landolt si accorse che questa stella variava con un periodo di circa 12,5 minuti. La ragione per cui il suo periodo è più lungo di quanto predetto è dovuto alla natura stessa della stella, che, come le altre nane bianche variabili pulsanti, deriva dalle pulsazioni delle onde di gravità., § 7. Nel 1970 fu scoperto che un'altra nana bianca, Ross 548, possedeva le stesse caratteristiche di variabilità della precedente; nel 1972, le fu assegnata la designazione di stella variabile ZZ Ceti. Il nome ZZ Ceti si riferisce anche a questa classe di nane bianche pulsanti con atmosfera ad idrogeno, chiamate anche DAV. Queste stelle hanno dei periodi compresi fra i 30 secondi ed i 25 minuti e si trovano tutte nella sottile fascia di escursione termica da 12.500 a 11.100 K. Le misurazioni del tasso di cambiamento del periodo per le pulsazioni dell'onda di gravità in ZZ Ceti sono ottenute direttamente da una scala temporale per una nana bianca di classe DA, da cui si può desumere anche una misurazione indipendente dell'età del disco galattico.

## Stelle DBV

Nel diagramma H-R, le nane bianche pulsanti si collocano a sinistra nella parte bassa.

Nel 1982, alcuni calcoli suggerirono che anche l'atmosfera all'elio delle nane bianche di classe spettrale DB e con temperatura superficiale di 19.000 K potesse pulsare. Esaminando questo tipo di stelle si scoprì che la nana bianca GD 358 era in effetti una variabile con spettro DB, che divenne così il prototipo delle stelle DBV. Fu la prima volta che un nuovo tipo di variabile venne predetto prima della sua scoperta. Nel 1985 a questa stella fu assegnata la designazione di stella variabile, diventando V777 Her, che è diventato anche un nome alternativo per designare l'intera classe di variabili DBV. Queste stelle hanno una temperatura effettiva attorno ai 25.000 k.

## Stelle GW Vir
La terza classe conosciuta di nane bianche variabili è quella nota come classe GW Vir, talvolta suddivisa in stelle DOV e PNNV; il loro prototipo è PG 1159-035. La variabilità di questa stella fu osservata per la prima volta nel 1979 e le fu data la designazione stellare GV Vir nel 1985, nome da cui la classe ha quindi preso il nome. Queste stelle non sono delle nane bianche in senso stretto, ma si trovano in una fase di transizione nel diagramma HR fra il ramo asintotico delle giganti ed il ramo delle nane bianche; possono essere chiamate "pre-nane bianche". Sono stelle estremamente calde, con una temperatura superficiale compresa fra 75.000 K e 200.000 K, con un'atmosfera dominata da elio, carbonio e ossigeno. Potrebbero avere una bassa gravità superficiale (log g ≤ 6.5.) e si crede che queste stelle possano, raffreddandosi, diventare delle stelle di classe DO.
Il periodo del moto vibrazionale delle stelle GW Vir va da un minimo di 300 ad un massimo di 500 secondi; il modo in cui le pulsazioni vengono eccitate in questo tipo di stelle fu studiato per la prima volta negli anni ottanta, rimanendo però un enigma per altri vent'anni. Fin dall'inizio si è creduto che il meccanismo di eccitazione fosse causato dal cosiddetto meccanismo κ associato con il carbonio e l'ossigeno nell'involucro sotto l'atmosfera, ma si credeva che questo meccanismo non potesse funzionare se l'elio fosse stato presente anch'esso nell'involucro. Per contro, sembra adesso che l'instabilità avvenga pure in presenza di elio.

## Stelle DQV
Una nuova classe di nane bianche, con tipo spettrale DQ e molto calde, con un'atmosfera dominata dal carbonio, è stata scoperta nel 2007. In teoria, queste nane bianche dovrebbero pulsare a temperature in cui la loro atmosfera si deve presentare parzialmente ionizzata. Osservazioni condotte al McDonald Observatory suggeriscono che SDSS J142625.71+575218.3 è una di queste stelle; se fosse confermato, sarebbe il primo membro di una nuova classe di nane bianche pulsanti, le stelle DQV. Tuttavia è anche possibile che si tratti di una nana bianca binaria con un disco di accrescimento al carbonio-ossigeno.